# شاپرک سیاه
شاپرک سیاه (نام علمی: Agdistis nigra) نام یک گونه از سرده پرپرواران آگدیستینا است.